# Ruine Falkenberg (Straßertal)
Die Burgruine Falkenberg ist der Rest einer mittelalterlichen Höhenburg in der Gemeinde Straß im Straßertale im Bezirk Krems-Land in Niederösterreich.
Die Burgruine steht unter Denkmalschutz.

## Lage
Die Ruine liegt im Tal des Gscheinzbaches am südlichen Ende des Manhartsberges.

## Geschichte
Um die Mitte des 12. Jahrhunderts ist ein Rapoto von Valchenberch erwähnt. Seine Nachfahren Hadmar und Rapotto wurden einer dem habsburgischen Landesherrn feindlichen Gesinnung und Wegelagerei beschuldigt. Während Hadmar nach Böhmen floh, verteidigte Rapoto die Burg. Die Belagerung dauerte von Michaelis (29. September) 1299 bis zum Tod Rapotos im März 1300. Der Herzog ließ zwar den Falkenbergern gegenüber Gnade walten und gab ihnen ihren Besitz zurück, die Burg wurde aber geschleift. Eventuell wurde die Kapelle davon ausgenommen, da um 1365 noch ein Pfarrer zu Valchenberg erwähnt wurde. Beim Aussterben der Falkenberger 1355 erhielten die Kapeller und Walseer als ihre Erben die Erlaubnis, die Burg wieder aufzubauen, was aber nicht geschah.

## Beschreibung
Die Burg liegt am Rand der Marktgemeinde Straß, deren Zentrum sich früher in der Nähe der Burg befand, auf einem Steilhang, der nach drei Seiten eine natürliche Befestigung bietet.
Von der ehemals imposanten Burg (Vorhof 60 Meter) ist nur noch ein spärlicher Rest übergeblieben.

## Sagen
Als 1645 die Schweden kamen, zogen sich viele Leute in die Ruine zurück. Torstenson, der Anführer der Schweden, ließ sich gegenüber der Ruine am Pösingberg nieder, um den Angriff gegen die hierher geflüchtete Bevölkerung zu leiten. Er nahm gerade sein Mittagsmahl ein, als plötzlich an seinem steinernen Tisch Einschläge der Falkenberger Verteidiger aufprallten. Er war darüber derart erschrocken, dass ihm Messer und Gabel aus der Hand fielen. Torstenson konnte sich nicht erklären, woher dieser unverhoffte Angriff kam und gab seinen Männern unverzüglich den Befehl zum Abzug.